# Alluaudina
Alluaudina Mocquard, 1894 è un genere di serpenti della famiglia Lamprophiidae, endemico del Madagascar.
Il nome del genere è un omaggio all'erpetologo francese Charles Alluaud (1861-1949).

## Tassonomia
Il genere comprende le seguenti specie:
- Alluaudina bellyi Mocquard, 1894
- Alluaudina mocquardi Angel, 1939